# Phlaeoba nantouensis
Phlaeoba nantouensis är en insektsart som beskrevs av Ye, B. och X.-c. Yin 2007. Phlaeoba nantouensis ingår i släktet Phlaeoba och familjen gräshoppor. Inga underarter finns listade i Catalogue of Life.